# Corey Hilliard

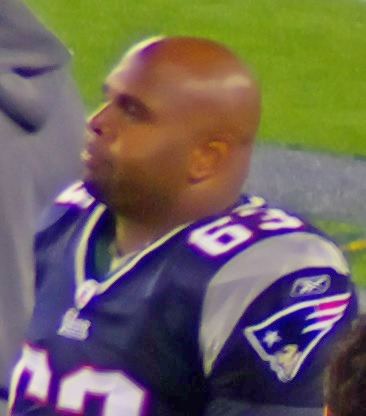
Corey Hilliard em 2007

Corey Hilliard (26 de abril de 1985, New Orleans, Louisiana) é um ex jogador de futebol americano que atuava na posição de offensive tackle na National Football League. Na faculdade jogou futebol americano pela Oklahoma State.
Hilliard foi selecionado na sexta rodada do Draft de 2007 da NFL pelo New England Patriots como pick n° 209 mas logo depois foi dispensado. Ainda em 2007, Corey Hilliard assinou com os Indianapolis Colts mas foi cortado do time em agosto 2009. Depois passou pelo Detroit Lions e New York Jets.